# Прескоттская обсерватория
Прескоттская обсерватория — частная астрономическая обсерватория, основанная в 1994 году рядом с городом Прескотт (Аризона), штат Аризона, США.

## Руководители обсерватории
- 1994—2010 года — Пауль Комба
- с 2010 года — Matt Francis

## История обсерватории
Основателем обсерватории является Пауль Комба (1926 года рождения). Почти каждый день Пауль в течение 6 лет (1995—2001 годы) проводил астрометрические наблюдения астероидов. В результате этого было опубликовано около 15 тысяч положений астероидов и сделано более 600 новых открытий малых планет. В середине 2010 года Пауль продал свой дом с обсерваторией новому владельцу Matt Francis. Мэтт планирует установить 24-дюймовый телескоп и ещё один солнечный телескоп, сделать обсерваторию автоматизированной и использовать её в рамках образовательных проектов для школьников.

## Инструменты обсерватории
- 18-дюймовый рефлектор JMI (f/4.5) (1994 года) + SBIG ST-8E (под 4.5-х метровым куполом)
- 10-дюймовый рефлектор (f/4) рефлектор

## Направления исследований
- Астрометрия астероидов
- Открытие новых астероидов

## Основные достижения
- В период с 1995 по 2003 год открыто 616 астероидов[1]
- 14851 астрометрических измерений опубликовано с 1994 по 2003 год[2]

## Известные сотрудники
- Пауль Комба